# Guru Dutt Sondhi
Professor Guru Dutt Sondhi (Índia) foi um dos fundadores da Federação dos Jogos Asiáticos, que mais tarde, reestruturada, passou a ser chamada de Conselho Olímpico da Ásia. Foi dele também a iniciativa para a criação dos Jogos Asiáticos, inspirados nos Jogos Olímpicos, em 1948. Sondhi foi presidente da Associação Olímpica Indiana e membro do Comitê Olímpico Internacional.